# غوک‌مانندان
غوک‌مانندان (نام علمی: Batrachia) نام یک فراراسته از زیررده نرم‌دوزیستان است.